# 5885 Apeldoorn
5885 Apeldoorn este un asteroid din centura principală de asteroizi.

## Descriere
5885 Apeldoorn este un asteroid din centura principală de asteroizi. A fost descoperit pe 30 septembrie 1973 la Observatorul Palomar de Cornelis Johannes van Houten, Ingrid van Houten-Groeneveld și Tom Gehrels. Asteroidul prezintă o orbită caracterizată de o semiaxă mare de 3,12 ua, o excentricitate de 0,05 și o înclinație de 5,7° în raport cu ecliptica.